# Nicole Miller
 (octobre 2018).
Si vous disposez d'ouvrages ou d'articles de référence ou si vous connaissez des sites web de qualité traitant du thème abordé ici, merci de compléter l'article en donnant les références utiles à sa vérifiabilité et en les liant à la section « Notes et références ».
Pour les articles homonymes, voir Miller.
Nicole Miller, née à Fort Worth au Texas le 20 mars 1951, est une styliste américaine.

## Biographie
Elle est née à Fort Worth au Texas et a grandi à Lenox au Massachusetts. Son père a rencontré sa mère à Paris durant la Seconde Guerre mondiale. Son père était ingénieur chez General Electric. Sa mère n'aimait pas vivre en Amérique et a insisté pour habiller ses filles dans un style influencé par la France.
Elle étudie à l'École de la chambre syndicale de la couture parisienne et est diplômée de l'École de design de Rhode Island. Elle a travaillé pour Clovis Ruffin à New York puis pour Bud Konheim.